# Matzenveld
Het Matzen-olieveld is een olieveld in het Weense bekken. Het werd ontdekt in 1949 en ontwikkeld door OMV. Het begon met de productie in 1949 en produceert olie. De totale bewezen reserves van het Matzen-olieveld zijn ongeveer 510 miljoen vaten (68,5×106 ton), en de productie is geconcentreerd op 12.300 vaten per dag (1.960 m³/d).